# Relativ majoritet

I detta cirkeldiagram har Förslag 1 fått flest röster, men inte majoriteten av det totala antalet röster. Förslag 1 har därmed fått en relativ majoritet av rösterna.

Relativ majoritet (eller relativt flertal) har ett förslag erhållit om det fått fler röster i en omröstning än något annat förslag utan för att för den skull behöva utgöra absolut majoritet. Relativ majoritet kallas också ibland för pluralitet.
Exempel: elva personer skall rösta i en fråga och det finns tre förslag till beslut. Om fem personer röstar på förslag 1, fyra personer på förslag 2 och två personer på förslag 3, så har förslag 1 fått stöd av en relativ majoritet (flest röstande). För att få stöd av en absolut majoritet hade förslag 1 dock behövt stöd från minst sex personer (mer än hälften av dem som röstar).
Om det finns fler än två förslag och någon begär votering använder man ofta kontrapropositionsvotering för att vaska fram två förslag som ställs mot varandra i en slutlig omröstning. På så sätt kan man vara säker på att det beslut som slutligen tas i alla fall stöds av en majoritet av dem som väljer att rösta (medan de som kanske inte vill stödja något av de två kvarvarande förslagen i så fall kan avstå, det vill säga lägga ned sin röst). Beslutet röstas därmed alltid igenom med åtminstone enkel majoritet. Det är förstås inte säkert, att det förslag som från början stöddes av en relativ majoritet, i slutänden blir det förslag som antas när olika andra förslag tidigare har röstats bort.